# Лангобарди

Лангобард (гравюра, 1714)

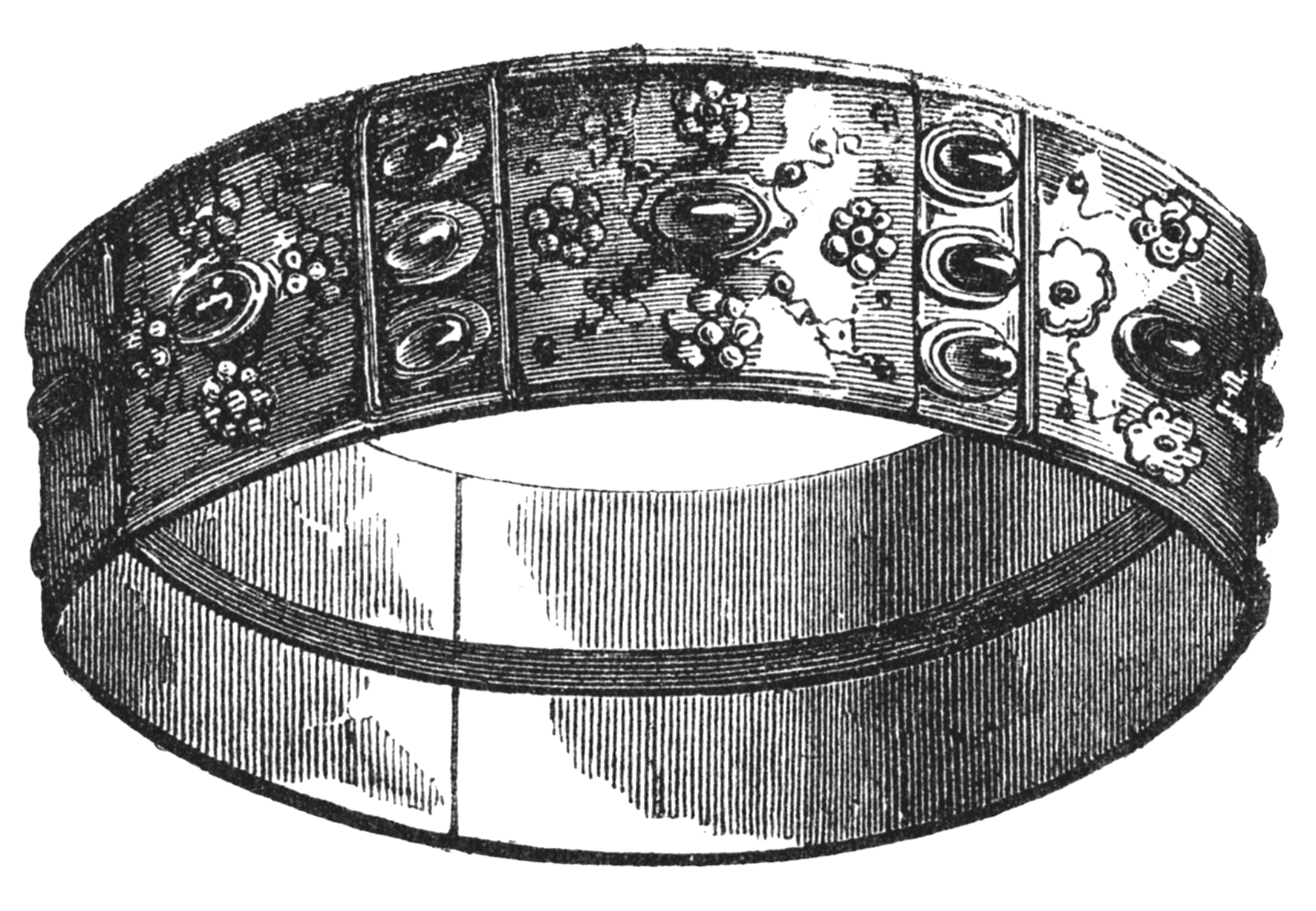
Залізна корона, якою коронувались правителі лангобардів

Лангоба́рди (лат. Langobardi, грец. Λαγγοβάρδοι; італ. Longobardi [loŋɡoˈbardi]; від прагерм. Langbärte, «довгобороді») — германське плем'я. У I ст. плем'я мешкало на лівому березі нижньої Ельби. Лангобарди вступили до співдружності з кельтськими племенами та остготами. Пізніше лангобарди разом із сім'ями просунулися в Паннонію, де у 166 році їм було завдано поразки Марком Макрінієм Віндексом, префектом I Ульпієвої али контаріїв.
Лангобарди успішно провели серію загарбницьких війн проти остготів, у 568 на чолі з королем Алдуїном вторглися в Північну Італію, проте далі за Равенну вони не пішли. Наступником Алдуїна став його син Альбойн, котрий заручився підтримкою аварів і зруйнував готське Королівство гепідів на нижній Віслі. 568 року він заснував Лангобардське королівство у Північній та Центральній Італії.
Значно відстаючи в розвитку від інших германських племен, лангобарди довго зберігали давні родові зв'язки та звичаї й не піддавалися романізації. Усе ж вони швидко опанували значною частиною Італії, хоча найтісніше заселили північну її частину, яка дістала від них назву Ломбардія. Зруйнувавши стару адміністративну систему Римської імперії, лангобарди мусили знайти нові форми урядування. На чолі держави стояв король, якого обирала родова знать. Йому належала найвища військова й судова влада. Поруч із ним стояли герцоги, які мали свої дружини й теж мали певну судову владу. Зрозуміло, що між королем і герцогами тривало постійне напруження, яке вело до підсилення тої чи іншої сторони. Найбільшої могутності Лангобардське королівство досягло при Лютпранді (712—744).
Та в кінці VIII ст., після заснування північного королівства зі столицею в місті Павія та Беневентського герцогства на півдні Італії, через нечисленність лангобардів їх завоювали франки у 773—774 рр. на чолі з Карлом Великим. Їхні території було долучено до земель імперії, хоч північне герцогство відстоювало свою незалежність ще протягом двох століть. Після розділу Імперії Карла Великого за Верденською угодою 843 року Ломбардія перейшла у володіння імператора Лотара I.
У 951 Ломбардію захопив Оттон I. На той час лангобарди вже повністю романізувалися й стали однією зі складових у формуванні італійської нації.

## Рання історія

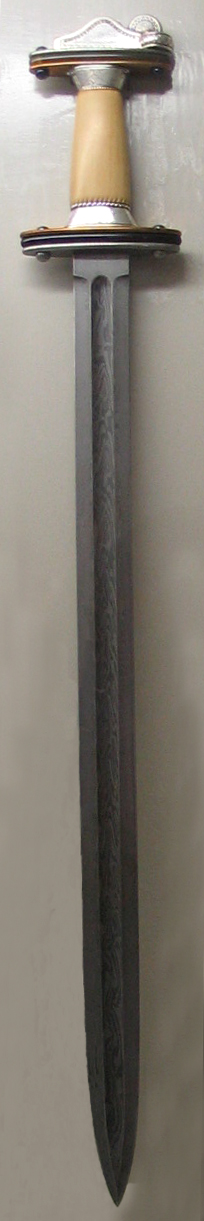
Лангобардсь-кий меч

Найповнішим джерелом щодо походження лангобардів та їх ранньої історії є «Historia gentis Langobardorum» — твір бенедиктинського монаха, історика лангобардів, Павла Диякона, написаний ним у VIII ст. Головним джерелом для самого Павла Диякона був анонімний твір VII ст. «Походження народу лангобардів» (лат. Origo Gentis Langobardorum).
«Origo Gentis Langobardorum» оповідає історію маленького племені, що мешкало в південній Скандинавії (Scadanan) і називалося Winnili, що походить від прагерманського Winnan та означає «той хто бореться» або «той хто перемагає». Це плем'я поділилось на три групи, одна з яких, очолювана братами Ібором і Айо та їхньою матір'ю Гамбарою, залишила рідну землю у пошуках нової батьківщини. Ймовірною причиною міграції могло бути перенаселення. Вони прибули в землі, що називалися Scoringa, які за однією з версій знаходились на узбережжі Балтійського моря; за іншою версією — на березі річки Ельба. Ця земля керувалася вандалами, вожді яких, брати Амбрі та Ассі, поставили прибульців перед вибором — платити данину, або ж воювати. Winnili були молодими та хоробрими, а тому відмовились платити, відказавши: «Краще відстоювати свободу зброєю, ніж заплямувати її сплатою данини». Вандали почали готуватися до бою, попередньо звернувшись до бога Годана (Одіна), який повідомив, що переможуть ті, кого він на сході сонця побачить першими. Прибульців було небагато, тому Гамбара звернулася за допомогою до дружини Годана, богині Фреї (Фрігг, давньоскан. Frigg), яка порадила жінкам племені Winnili пов'язати їх довге волосся перед лицем і стати до лав воїнів. На світанку Фрея повернула ліжко свого чоловіка так, щоб Годан спершу побачив воїнів Winnili і розбудила його. Годан запитав: «Хто ці довгобороді?», Фрея відповіла: «Мій пане, ти вже дав їм ім'я, тепер даруй їм перемогу». Відтоді Winnili стали називатись лангобардами.
Коли Павло Диякон писав свою Historia між 787—796, він уже був католицьким монахом і пропагував християнство. Тому він вважав поганські історії нікчемними та смішними. Павло виводив назву «лангобарди» від довжини їх борід. Сучасна наука стверджує, що ім'я «Langobarden» походить від Langbarðr, імені Одіна. Вільгельм Брукнер (1895) зауважує, що назва лангобардів тісно пов'язана з поклонінням Одіну, серед численних імен якого — «Довгобородий», «Сивобородий».

## Королівство Італія

### Вторгнення і завоювання Італії

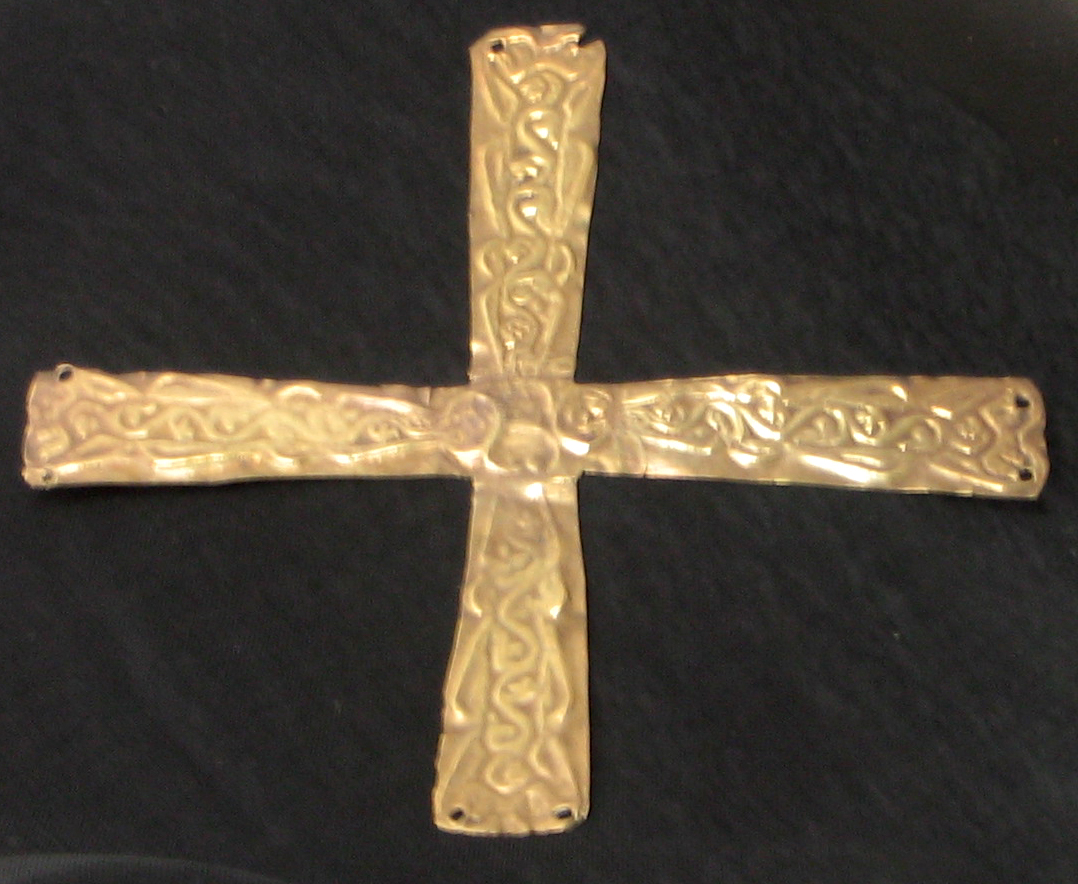
Лангобардський хрест

У 560 енергійний король Альбойн підкорив сусіднє плем'я гепідів, зробив їх своїми підданими та в 566 одружився з дочкою їх короля Кунімонда Розамундою. Навесні 568 Албойн повів лангобардів та інші германські племена (баварів, гепідів, саксів), а також болгар через Альпи до Італії. За різними оцінками, загальна кількість завойовників коливається від 26 000 до 500 000. Першим завойованим містом стало Forum Iulii (Чівідале дель Фріулі) у 569. Саме там Альбойн заснував перше лангобардське герцогство, поставивши на престол свого племінника Гізульфа. Пізніше було захоплено Віченцу, Верону та Брешію. Влітку 569 лангобарди завоювали основний римський центр Північної Італії — Мілан. Увесь регіон був втягнутий у жахливу готську війну, тому невеликі візантійські військові загони не могли нічого вдіяти. Екзарх Лонгін, якого послав до Італії імператор Юстин II, зміг захистити лише прибережні міста. Павія здалася після трирічної облоги в 572, ставши першою столицею нового лангобардського королівства в Італії. У наступні роки лангобарди проникли далі на південь, завоювали Тоскану та заснували два нових герцогства: Сполетське та Беневентське, які швидко стали напівсамостійними. Візантійці втримали контроль лише над Равенною.
На момент прибуття до Італії лангобарди переважно були язичниками, проте частина з них сповідувала аріанство, а тому вони не мали добрих відносин з Римською церквою. З часом вони стали приймати римські титули, імена та звички.
Усю територію лангобардів було поділено на 36 герцогств, правителі яких перебували в головних містах. Король керував ними через емісарів, що їх звали gastaldi. Цей поділ, поряд із відносною самостійністю герцогств, позбавив королівство єдності та зробив його слабким, особливо у порівнянні з Візантійською імперією. Найбільш очевидною ця слабкість стала тоді, коли лангобарди зіткнулись з франками, які набирали сили.

### Велика Лангобардія
- Фріульське герцогство
- Ченедське герцогство
- Віченцьке герцогство
- Веронське герцогство
- Трідентське герцогство
- Брешіанське герцогство
- Бергамське герцогство
- Сан-Джуліанське герцогство
- Павійське герцогство
- Туринське герцогство
- Астійське герцогство
- Тусційське герцогство

### Мала Лангобардія
- Сполетське герцогство
- Беневентське герцогство

### Аріанська монархія
Албойн був убитий в 572 у Вероні внаслідок змови за участю його дружини, яка зі спільниками пізніше втекла до Равенни. Його спадкоємець Клеф також був убитий. З його смертю розпочався період «Правління герцогів», під час якого герцоги не обирали короля. Цей період характеризувався ескалацією насильства та безладу. У 584, побоюючись загрози вторгнення франків, герцоги обрали королем сина Клефа Автарія, який у 589 одружився з Теоделіндою, дочкою герцога Баварського Гарібальда I. Християнка Теоделінда була подругою Папи Римського Григорія II й намагалася навернути лангобардів до християнства. Водночас Автарій зосередив зусилля на зміцненні королівської влади, балансуючи між візантійцями та франками.
Автарій помер у 590. Його спадкоємцем виявився Агілульф, герцог Турину, який завоював Падую (601), Кремону та Мантую (603). Іншим енергійним правителем лангобардів був король Ротарій, який завоював землі Лігурії в 643. Він також встановив нові закони лангобардів, котрі було викладено латинською мовою. Останнім королем, який сповідував аріанство, був Грімоальд I.

### Католицька монархія
У наступні роки релігійні суперечки спричинилися до боротьби всередині королівства. 

### Злиття з італійським населенням
Попри факт загарбання античної Італії та тривалу статусну зверхність над місцевим населенням, яку собі приписували лангобарди, а також (насправді, несуттєві) релігійні розбіжності між аріанством і раннім католицизмом, лангобарди зазнавали дедалі більшого культурного, мовного, цивілізаційного та релігійного впливу корінного населення Італії.
Так, поступово до богослужінь поруч з аріанськими прелатами почали допускатися католицькі священники. Згодом, лангобардська знать, а слідом за нею — решта їх колишніх співплемінників, поступово навертаються до католицизму. Доволі примітивне родове неписане право (імовірно, скандинавсько-германського зразку) лангобардів дедалі більше підпадало під вплив більш упорядкованого римського права, котре, до того ж, на відміну від усного знання обраних «законників», на чию пам'ять щодо ухвал і судових прецедентів покладалися в усіх давніх германців, було записаним і кодифікованим.
Оскільки більшість лангобардських «герцогів» свою генезу вела від колись підкорених самостійних вождів окремих племен (лангобарди не були моноетнічною групою — як і будь-яка інша потужна войовнича група, вони були т. зв. «паксом» колись розрізнених, але в процесі просування до Риму об'єднаних спільною метою племен) і природно тяжіла до свободи, ці риси гармонійно вписалися в давньоримські республіканські та правничі традиції, які прагнуло відродити корінне населення.
Тож, самостійницькі прагнення лангобардських «герцогів» знайшли підтримку серед італійських муніципалітетів, коли почали зароджуватися прототипи майбутніх міст-республік середньовічної Італії.
Ужито саме термін «злиття», а не «асиміляція», оскільки вплив був взаємним: грубо кажучи, корінні італійці дали лангобардам римське право, надбання цивілізації, мову та культуру, тоді як лангобарди власним прикладом допомогли італійцям відродити військову звитягу та поступово навчили їх чинити опір загарбникам — як візантійцям, так і іншим варварам.

## Мистецтво та архітектура

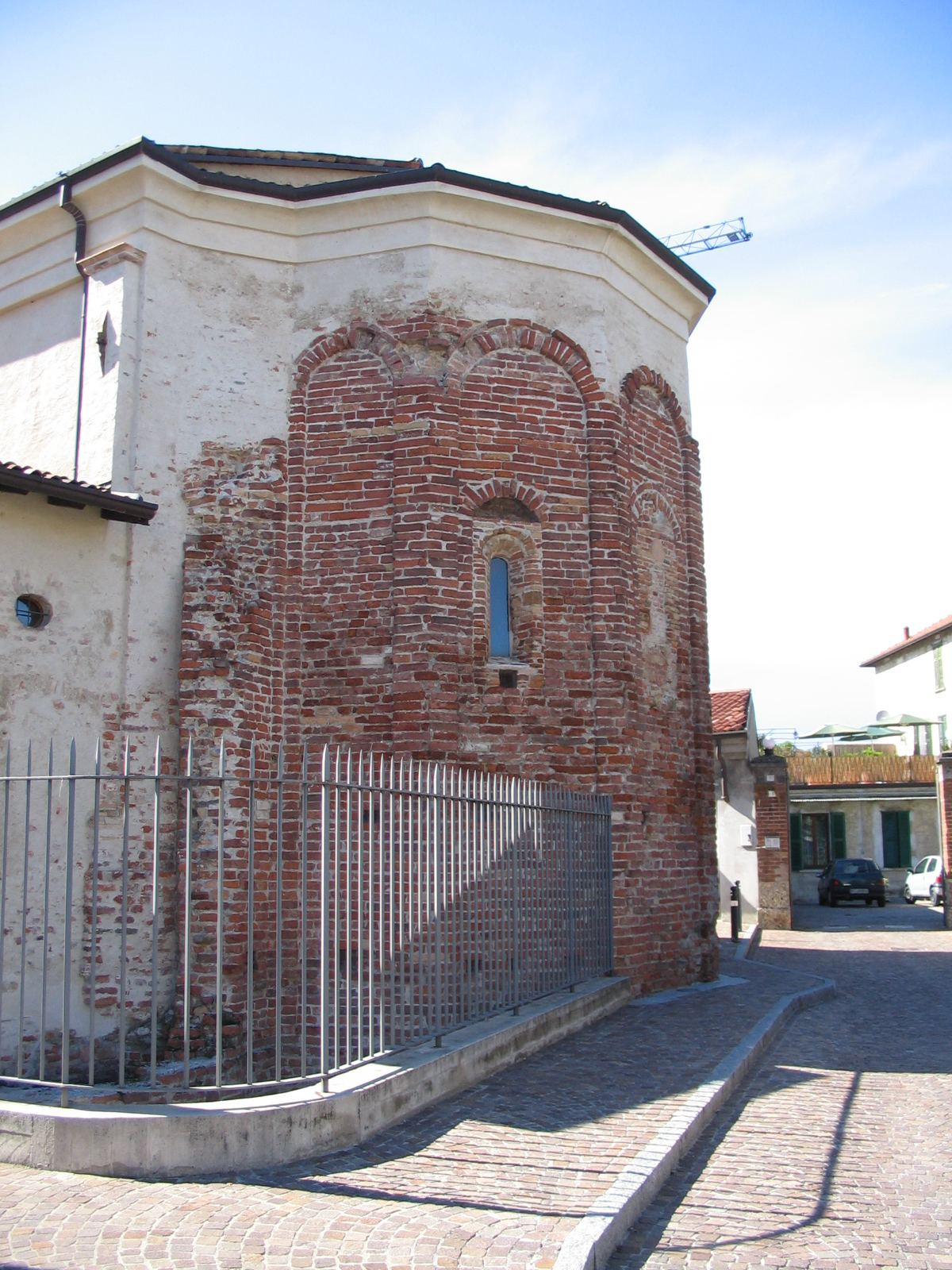
Базиліка у Фара-Джера-д'Адда

## Пізня історія

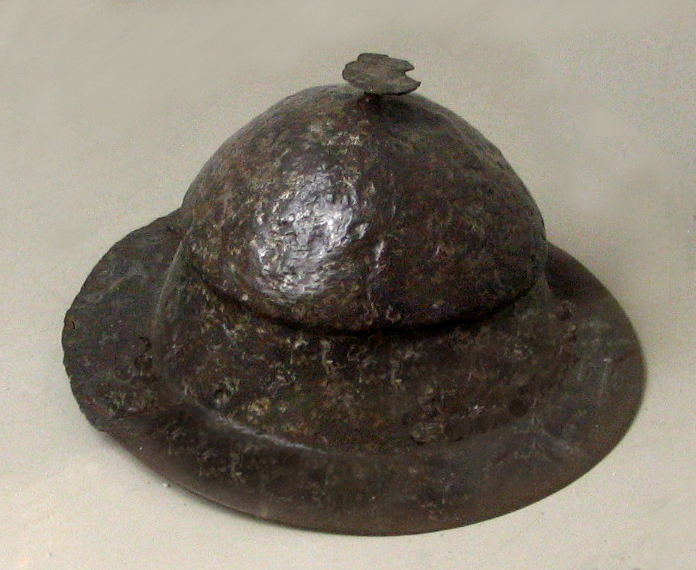
Умбон від лангобардського щита

### Лангобардські держави
- Беневентське герцогство
- Салернське князівство
- Капуанське князівство

## Список королів лангобардів

### Ранні правителі

#### Легендарні правителі
- Агельмунд
- Ламісій
- Ібор і Агіон (Айо)
- Агільмунд
- Лайміхій

#### Династія Летінгів
- Летук (бл. 400)
- Альдігок (середина V ст.)
- Годегок (480)
- Клафф (бл. 500)
- Тато (†бл. 510)
- Вако (†539)
- Валтарій (540—547)

#### Гаузі
- Алдуїн (546—565), привів лангобардів до Паннонії

### Королі в Італії

#### Гаузі
- Альбойн (565—572)

#### Неназвана династія
- Клеф (572—574)
- правління герцогів (574—584)
- Автарій (584—590)
- Агілульф (591—бл. 616)

#### Баварська династія
- Адалоальд (616—626)

#### Нединастичний король
- Аріоальд (626—636)

#### Гарольдінги
- Ротарій (636—652)
- Родоальд (652—653)

#### Баварська династія, перша реставрація
- Аріперт I (653—661)
- Перктаріт і Годеперт (661—662)

#### Беневентська династія
- Грімоальд (662—671)
- Гарібальд (671)

#### Баварська династія, друга реставрація
- Перктаріт (671—688), вдруге
- Алагіз (688—689), бунтівник
- Куніберт (688—700)
- Лютперт (700—701)
- Рагінперт (701)
- Аріперт II (701—712)

#### Нединастичні королі
- Анспранд (712)
- Лютпранд (712—744)
- Гільдепранд (744)
- Рачіс (744—749)
- Айстульф (749—756)
- Дезидерій (756—774)

#### Каролінги
- Карл Великий (774—781)
- Піпін (781—810)
- Бернард (810—818)
- Лотар I (818—839)
- Людовик II (839—875)